# 豐田體育場
豐田球場（日语：豊田スタジアム），是一個位於日本愛知縣豐田市的足球場。球場於2001年建成，可以容納45,000人。豐田球場是日本職業足球聯賽球隊名古屋鯨魚的主場，其贊助商豐田汽車亦擁有球場的冠名權。
2005年至2008年，豐田球場成為世界冠軍球會盃的其中一個比賽場地。

## 图片

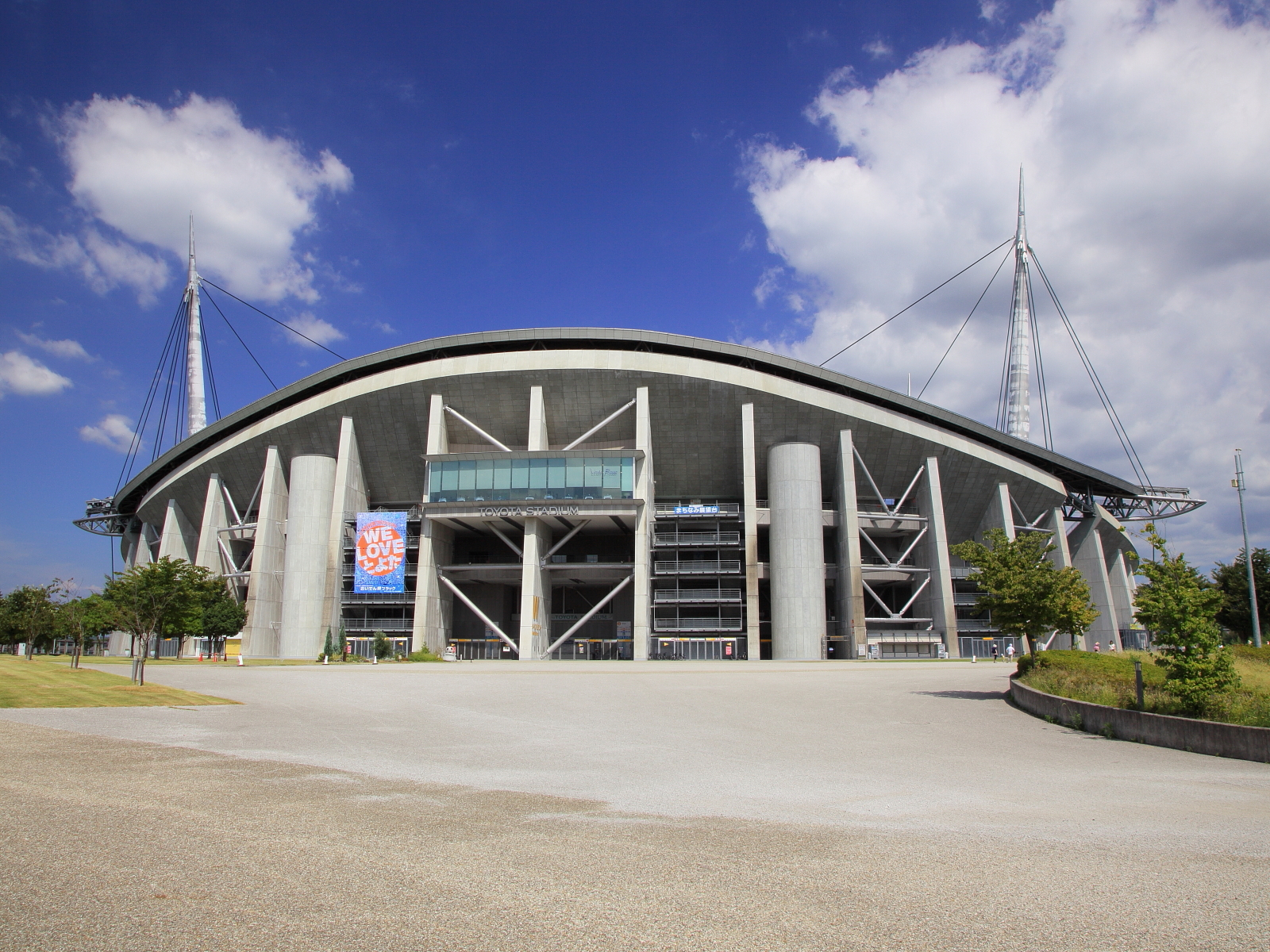
2012年8月撮影
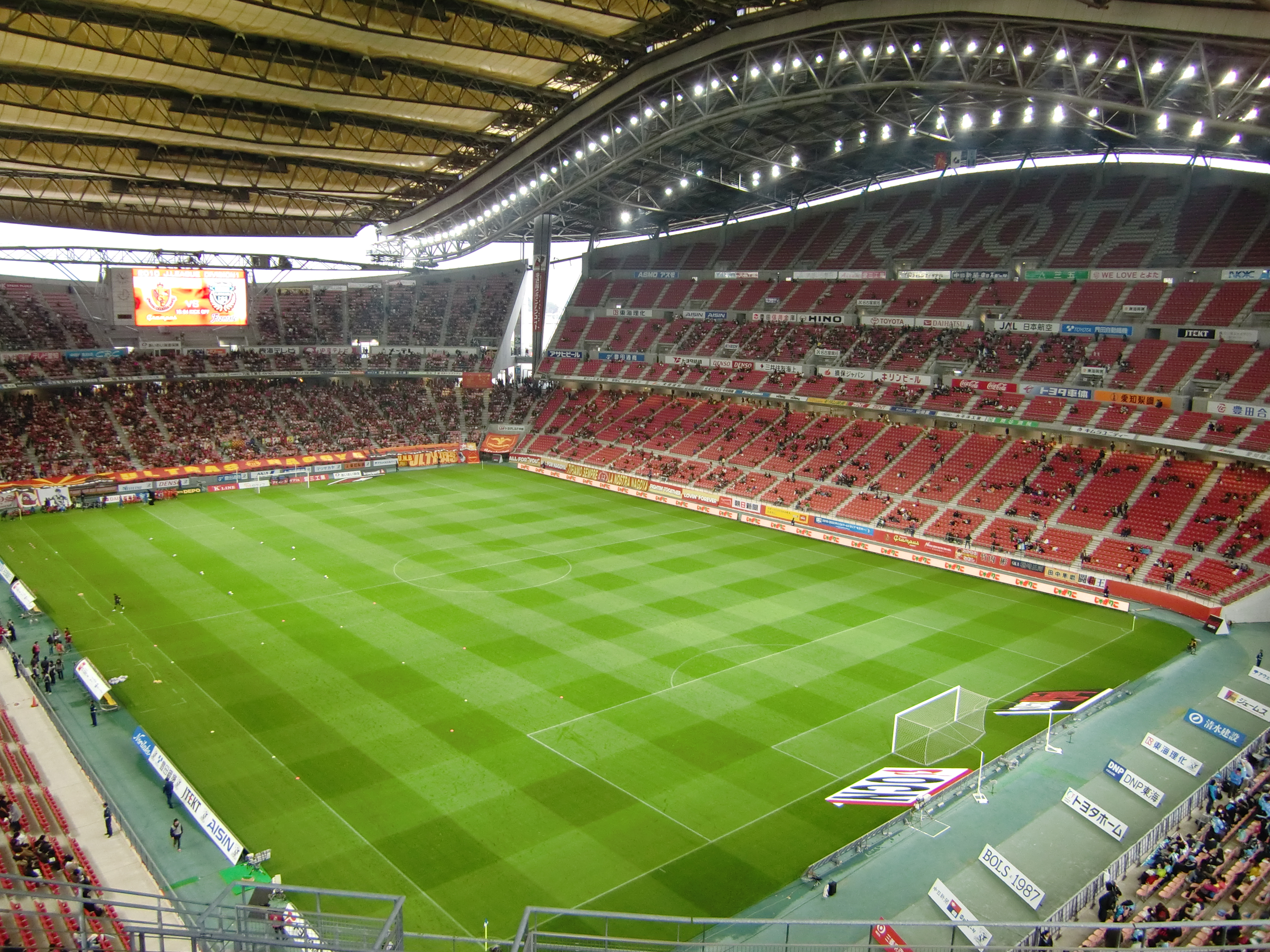
2010年3月撮影

## 外部連結
- （英文） 世界球場
- （日語） 官方網頁